# Identidade de Bézout

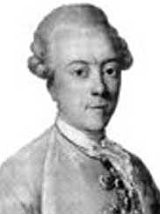
Étienne Bézout (século XVIII)

Em matemática, particularmente em teoria dos números, a identidade de Bézout, também chamada lema de Bézout, teorema de Bézout ou ainda teorema de Bachet-Bézout, consiste da seguinte afirmação sobre inteiros:
Dados inteiros a e b, não ambos nulos, existem inteiros m e n tais que am + bn = mdc(a, b).
Como consequência imediata da identidade de Bézout, temos que se c é um inteiro que divide a e b, então c também divide mdc(a, b). Ora, se m, n são inteiros tais que am + bn = mdc(a, b) e q1, q2 inteiros tais que a = q1c e b = q2c, então (q1m + q2n)c = mdc(a, b), ou seja, c divide mdc(a, b). Um outro corolário da identidade de Bézout afirma que a equação diofantina linear ax + by = c tem solução se mdc(a, b) divide c. Realmente, tem-se pela identidade de Bézout que existem inteiros m, n tais que am + bn = mdc(a, b) e, assim, desde que c = q mdc(a, b), q(am + bn) = a(qm) + b(qn) = q mdc(a, b) = c, isto é, (qm, qn) é solução da equação diofantina linear.
O matemático francês Étienne Bézout (1730 – 1783), cujo nome do lema está associado, provou o análogo do resultado para polinômios. Foi Claude Gaspard Bachet de Méziriac (1581 – 1638), outro matemático francês, quem provou a identidade para números inteiros.

## Demonstração
Dados inteiros a, b, com b ≠ 0, considere o conjunto I(a, b) = {ax + by : x, y ∈ Z}. É claro que existe em I(a, b) um inteiro positivo. De fato, |b| ∈ I(a, b). Seja d = ax0 + by0 o menor inteiro positivo em I(a, b).
Afirmação. d divide todo inteiro n ∈ I(a, b).
Dado n = ax1 + by1 ∈ I(a, b), sejam q, r ∈ Z tais que n = qd + r com 0 ≤ r < d. Temos então n - qd = a(x1 - qx0) + b(y1 - qy0) = r ∈ I(a, b), de modo que, como d é o menor inteiro positivo em I(a, b), obrigatoriamente r = 0.
Agora, como a, b ∈ I(a, b) (basta escolher (x, y) = (1, 0) e (x, y) = (0, 1), respectivamente), temos que d divide a e b. Logo, d ≤ mdc(a, b).
Por outro lado, mdc(a, b) divide a e b, de modo que mdc(a, b) divide d. Portanto, mdc(a, b) ≤ d e, consequentemente, mdc(a, b) = d.